# Z1 (stacja telewizyjna)
Z1 – pierwsza czeska komercyjna stacja informacyjna działająca w latach 2008–2011.

## Historia
Koncesję na nadawanie cyfrowe uzyskano jeszcze 2 lata przed rozpoczęciem emisji programu.
Z1 został uruchomiony 1 czerwca 2008 roku, stając się drugą czeską, całodobową stacją informacyjną, zaraz po publicznym ČT24.
Stacja wzorowała się na serwisach, takich jak amerykański CNN, brytyjski Sky News czy słowacki TA3 i w odróżnieniu od swojego konkurenta ČT24, Z1 kładła większy nacisk na tematykę biznesowo gospodarczą.
Z1 zakończyła swoje nadawanie 24 stycznia o godzinie 23:59. Powodem zamknięcia stacji były straty finansowe, które dotknęły właściciela stacji, sami pracownicy dowiedzieli się o wszystkim dopiero w dniu zakończenia emisji. Spółka J&T już w ciągu roku od rozpoczęcia nadawania szukała kupca dla stacji, jednak takowego znaleźć się nie udało.